# Du är min bästa vän
Du är min bästa vän är ett samlingsalbum från 2001 av det svenska dansbandet Sten & Stanley. Några av låtarna är på engelska.

## Låtlista
1. Radio Luxemburg (R.Lövland-T.Endresen/R.Lövland-T.Endresen-I.Forsman)
2. Rosor doftar alltid som mest när det skymmer (T.Gunnarsson-E.Lord)
3. Juliette (Julie Anne) (Martin-Coultier-Lengstrand)
4. Vågar du så vågar jag (T.Gunnarsson-E.Lord)
5. Vänd inte om (Sigfridsson)
6. San Diego (T.Gunnarsson-E.Lord)
7. Du är min bästa vän (Gunnarsson-Lord)
8. Det kommer nog en dag (B.Holly-J.Allison/N.Petty-K.Almgren)
9. Gryning över havet (B.Månsson-C.Lösnitz)
10. Jag är från landet (I'm from the Country) (S.Webb/M.Brown/R.Young-J.Ringqvist)
11. Högre och högre (A.Persson-B.Alriksson)
12. Bröder (T.Gunnarsson-E.Lord)
13. Jag har inte tid (T.Palmqvist-S.Nilsson)
14. Efteråt (E.Rabbitt-H.Jansson)
15. Utan dig (T.Kaså/L.Åström-R.Liedström)
16. Jag ger dig en blomma (T.Gunnarsson-E.Lord)